# 量子センシング
量子センシング（りょうしセンシング、英語: quantum sensing）とは、量子効果を利用して物理量を計測する手法。

## 概要
量子センシングは量子効果を利用して物理量を計測する手法であり、量子そのものを計測するわけではない。従来の計測手法よりも量子効果を利用することにより高感度化が期待できる。極低温に冷却する必要がある機種も存在する。

## 主な方法
- 量子化したエネルギー準位を有する量子状態を利用して物理量を測定[4]
- 量子コヒーレンスを利用して物理量を測定[4]
- 量子もつれを利用して測定感度を向上[4]

センサー全般に言えることだが、どの方法を採用すべきかは、使用する状況、ダイナミックレンジ等の測定対象を考慮して決めるものであり、どの方法が優れていると一概に述べることはできない。使用する系・装置の外側にある測定対象を考慮する必要がある点は、量子計算と大きく異なる。例えば、量子もつれの生成は、量子コヒーレンスをもつ量子ビットを用意することよりも難易度が高く、複雑な装置を必要とするため、感度向上のために量子ビット数を増やせば良い場合や小型化・集積化の必要がある場合には不利になることもある。

## 主な種類

### 超伝導量子干渉素子（SQUID）
ジョセフソン接合を含む環状超伝導体を用いたセンサーであり、超伝導材料を用いるため、センサーを極低温にする必要がある。大学病院などで、脳磁計として実際に使用されている。

### ダイヤモンド窒素-空孔中心
NVセンターと呼ばれるダイヤモンド中の窒素(N)と空孔(V)のペアを使用するセンサーである。室温で動作し、ベクトル場の測定も可能である。また、微量の試料のNMR測定（nano-NMR）を行うこともできる。
国内では、東京工業大学や
京都大学などで、この種類のセンサーの開発が行われている。

### 原子ガス
ルビジウム等の原子ガスを用いたセンサーである。室温動作させる方式とレーザー冷却等を用いて低温で動作させる方式が存在する。
国内では、学習院大学にてレーザー冷却を用いたガスセンサーの開発が行われている。

## 主な用途
- 非破壊検査
- 化学分析
- 生体磁場計測装置（心磁図、脳磁図、筋磁図等）
- 移動体探知、磁性体検知
- 核磁気共鳴信号の取得
- 地下鉱脈の捜索
- 潜水艦の位置特定
- 機雷、地雷の探知センサ